# Marek Kubisz
Marek Kubisz (ur. 27 lutego 1974 w Chorzowie) – polski piłkarz, występujący na pozycji pomocnika.
Wychowanek szkółki piłkarskiej Stadionu Śląskiego.

## Kariera
W 1991 został piłkarzem Szombierek Bytom. W 1997 przeszedł do GKS Katowice, grając tam przez 5 sezonów, z czego 4 w I lidze. W 2002 przeszedł do Szczakowianki Jaworzno, grając tam przez półtora sezonu. Ze Szczakowianki przeszedł do Odry Wodzisław Śląski, gdzie grając także półtora sezonu, strzelił 8 bramek w 36 meczach ligowych, a także jedną w Pucharze Intertoto w 2004. W 2005 przeszedł na 1 sezon do Arki Gdynia, strzelając tam 1 bramkę w 13 meczach.
W 2006 powrócił do trzecioligowego wtedy GKS Katowice, jednak po pół roku przeszedł do drugoligowej Unii Janikowo. Po jej spadku do III ligi przeszedł do Energetyka ROW Rybnik, grającego w czwartej lidze. W sezonie 2008/2009 piłkarz GKS Jastrzębie. W ostatnim sezonie występował w drużynie lidera III ligi opolsko-śląskiej Ruchu Radzionków (od 5 stycznia 2009) w rundzie jesiennej oraz w Leśniku Kobiór w rundzie wiosennej. Aktualnie reprezentuje barwy Szombierek Bytom, w barwach których występował również w latach 1992/1993 – 1996/1997
Łącznie w ekstraklasie zagrał w 189 meczach, strzelając 27 bramek.